# Vittorio Marcoz
Vittorio Marcoz (Aimavilla, 19 novembre 1912 – Aosta, 16 luglio 1940) è stato un militare italiano, decorato di Medaglia d'oro al valor militare alla memoria nel corso della seconda guerra mondiale.

## Biografia
Nacque a Aimavilla (provincia di Aosta), nel 1912, figlio di Enrico e di Maria Elena Ravera.  
Iscrittosi al secondo anno della facoltà di lingue moderne nelluniversità di Torino, nel novembre 1933 fu ammesso a frequentare la Scuola allievi ufficiali di complemento di Milano e nel giugno dell'anno successivo venne promosso sottotenente di complemento. Assegnato all'arma di fanteria, 42ª Compagnia del battaglione alpini "Aosta", 4° Reggimento alpini, fu posto in congedo nell'ottobre del 1934. Richiamato in servizio attivo nel settembre 1935, fu rimesso in congedo un anno più tardi. Nel 1938 fu promosso tenente passando poi a disposizione della Milizia Volontaria Sicurezza Nazionale con il grado di capomanipolo. Trasferito alla 1ª Legione confinaria CC.NN. "Monviso", dopo la dichiarazione di guerra del Regno d'Italia a Francia e Gran Bretagna, il 10 giugno 1940, il suo reparto venne assegnato alla 1ª Divisione alpina "Taurinense" con la Centuria di formazione "Aosta". La sua legione, posizionata a cavallo della rotabile del Colle del Piccolo San Bernardo, prese parte alla battaglia delle Alpi iniziata il 21 giugno dello stesso anno. Quello stesso giorno rimase gravemente ferito ad una gamba nel corso dell'occupazione della località La Tour e, subita l'amputazione dell'arto, si spense presso nell'Ospedale Mauriziano di Aosta il 16 luglio successivo.  Era un alpinista ardito ed appassionato, ed aveva compiuto numerose prime ascensioni.